# Jan Betker
Janice "Jan" Betker (Regina, 19 de julho de 1960) é uma ex-curler do Canadá. Foi campeã olímpica em Nagano 1998.
Em 1999, foi incluída no Curling Hall of Fame e, em 2000, no Canada Sports Hall of Fame. É diretora da Fundação Sandra Schmirler, criada em homenagem à também curler Sandra Schmirler em 2001.